# Sutton Scarsdale Hall

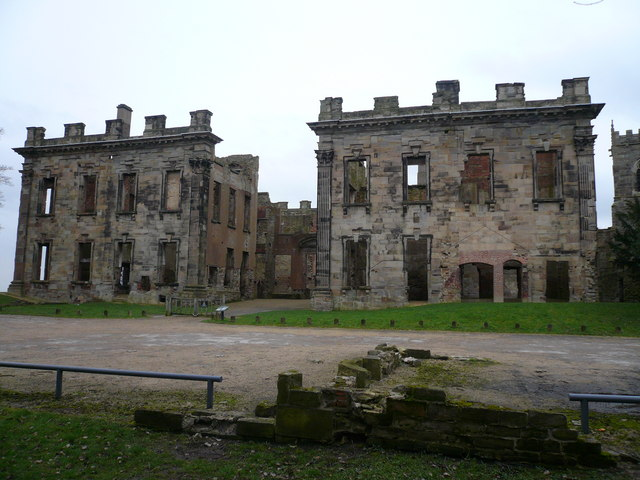
Sutton Scarsdale Hall anno 2007

Sutton Scarsdale Hall is een Engelse ruïne en beschermd monument in het dorpje Sutton Scarsdale nabij Chesterfield, in het noordoosten van het graafschap Derbyshire. Het voormalige landhuis bevindt zich op een landgoed dat uit de Angelsaksische periode stamt; het werd vanaf 1724 in georgiaanse stijl gebouwd in opdracht van Nicholas Leke, 4de earl van Scarsdale. De architect van de versie waarvan thans nog overblijfselen bestaan, was Francis Smith of Warwick, die zich vooral met het bouwen van landhuizen in de Midlands bezighield. De titel earl van Scarsdale werd gecreëerd tijdens de Engelse Burgeroorlog als beloning voor de trouwe voorstanders van de latere koning Karel II van Engeland, doch stierf uit met Nicholas’ dood in 1736. In 1824 werd het landhuis eigendom van Richard Arkwright junior, zoon van Richard Arkwright, oprichter van de Cromford Mill. Vanaf 1919 werd Sutton Scarsdale Hall volledig ontmanteld door een groep zakenlieden; de interieurs werden gedeeltelijk naar de Verenigde Staten verscheept om dienst te doen in filmproducties. Enkele kamers bevinden zich thans in het Philadelphia Museum of Art. De schrijver Osbert Sitwell kocht de restanten van de hal in 1946 aan. De overblijvende muren worden thans door English Heritage beheerd.

## Geschiedenis

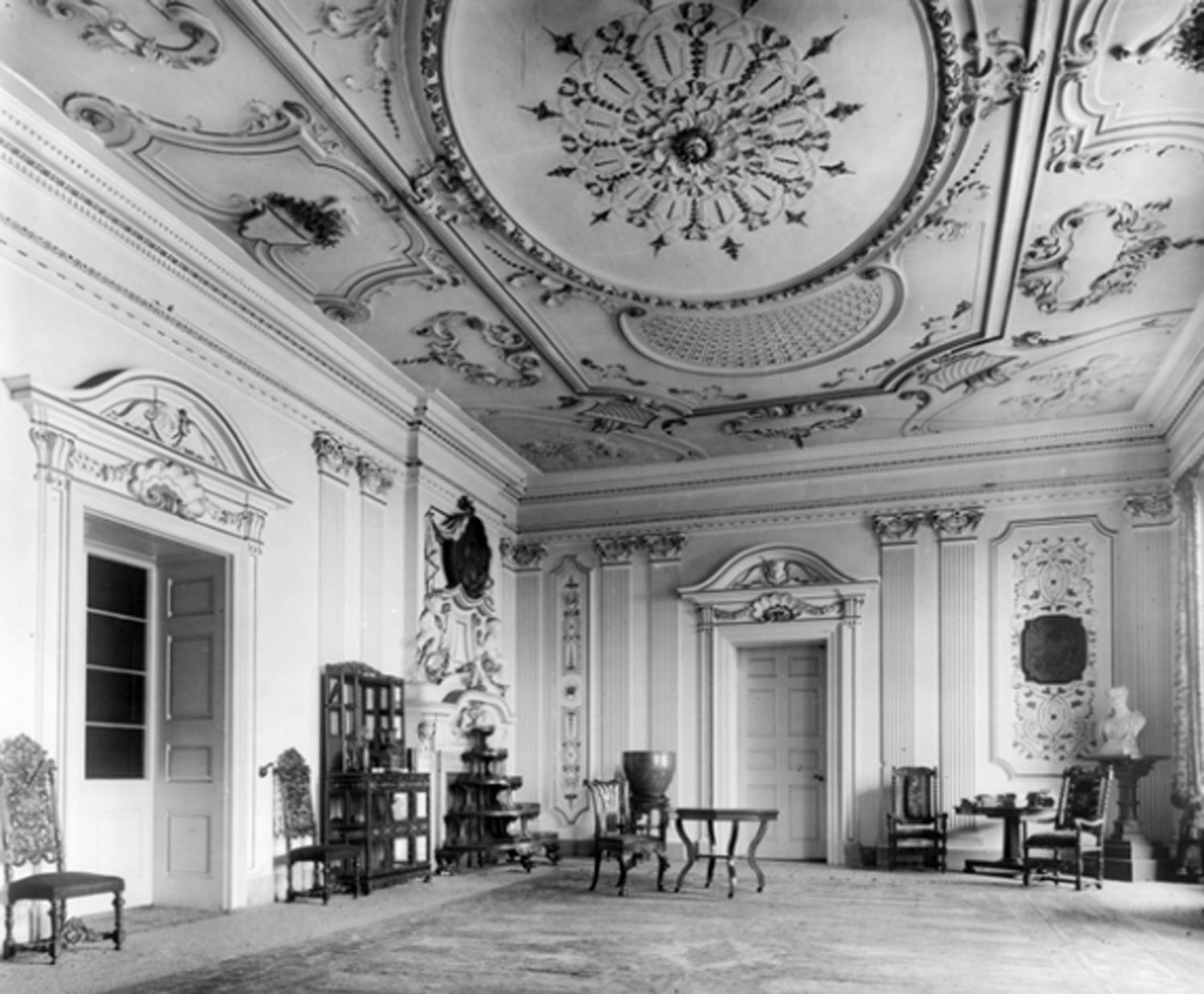
Inkomhal anno 1919

De landerijen waarop zich Sutton Scarsdale bevindt, schijnen eigendom van Wulfric Spot te zijn geweest, een Angelsaksische baron die in 1002 overleed, waarna het landgoed eigendom van de Abdij van Burton-on-Trent werd. Volgens het Domesday Book was in de 12de eeuw Rogier van La Marche eigenaar van Sutton Scarsdale. In 1401 was het het bezit van ene John Leke uit Gotham, wiens nakomelingen in 1611 door Jacobus I van Engeland tot de graad van baronet verheven zouden worden. Het landgoed bevindt zich binnen zichtwijdte ten opzichte van Bolsover Castle. Tijdens de Engelse Burgeroorlog koos het kasteel de zijde van de Roundheads, terwijl Sir Francis Leke trouw aan Koning Karel I bleef. Uiteindelijk werd de hal door Oliver Cromwell omsingeld en bestormd, waarbij Sir Francis gevangen werd genomen.
Na de dood van Nicholas Leke, die wel buitenechtelijke maar geen wettige kinderen had, in het jaar 1736, was de lijn van earls van Sutton Scarsdale uitgestorven. In 1740 kocht Godfrey Clarke de hal aan; zijn zoon, de politicus Godfrey Bagnall Clarke werd vervolgens eigenaar en na diens dood werd zijn zuster de eigenares; zij huwde met Joseph Hart Pryce, die zijn naam in 1787 in Clarke wijzigde teneinde Sutton Scarsdale Hall en het kleinere Somersall Hall te kunnen behouden. Hun dochter Anna Maria Clarke trouwde op haar beurt anno 1805 met Walter Butler, 1ste markies van Ormonde volgens de Ierse adel. Met Walter Butler stierf de Ierse titel van markies van Ormonde uit in 1820 (zijn broer werd echter 1ste markies van Ormonde volgens de peerage van het Verenigd Koninkrijk).

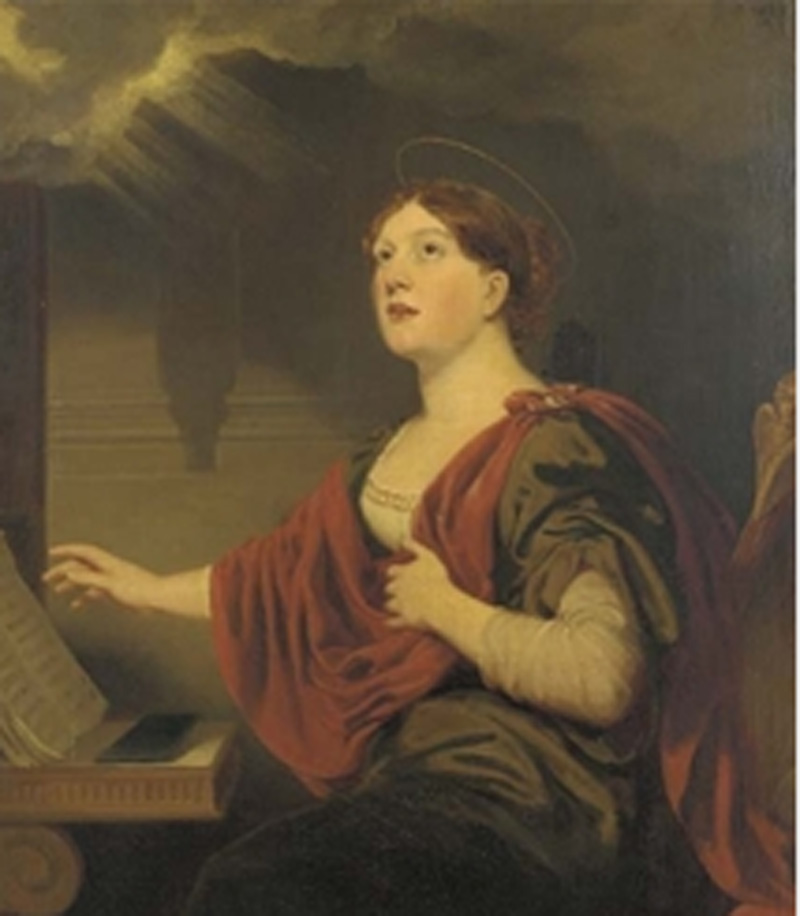
Portret van actrice Frances Kemble, echtgenote van Robert Arkwright

In 1824 kocht Richard Arkwright junior Sutton Scarsdale Hall. Hij had zijn fortuin eerst in de katoenindustrie gemaakt als zoon van de uitvinder van de Spinning Jenny, en was vervolgens in de banksector actief geworden; bij zijn dood in 1843 was hij naar verluidt de rijkste niet-edelman van Engeland. Diens zoon Robert Arkwright was in 1805 met Frances Crawford Kemble gehuwd, een telg uit de beroemde acteursfamilie Kemble en nicht van Sarah Siddons. Zij was een begiftigd componiste. Een portret van Frances als Sinte Cecilia zou tot 1919 boven de haard in de eikenhouten kamer blijven hangen.
Robert Arkwright stierf in 1859, waarop zijn zoon Godfrey Harry het landgoed erfde. Hij was de vader van de politicus Francis Arkwright, die naar Nieuw-Zeeland zou emigreren en een leidinggevend vrijmetselaar was. Francis liet het beheer van Sutton Scarsdale Hall aan zijn neef William over. Toen Francis Arkwright in 1915 zonder mannelijke nakomelingen overleed, werd William de rechtmatige eigenaar. William Arkwright was invalide nadat hij van zijn paard was gevallen; hij was tevens een groot liefhebber van honden. Uiteindelijk zou hij naar Zuid-Engeland verhuizen en in 1919 de hal met de omringende landerijen openbaar middels een veiling laten verkopen voor £ 12.600.
Het meubilair en de interne bekleding van Sutton Scarsdale Hall werden vanaf november 1919 volledig verwijderd, en in 1920 werd het dak eraf gehaald. Alle verdiepingen en trappen werden afgebroken. De rijkelijk geornamenteerde eikenhouten lambriseringen en het stucwerk van de Italiaanse kunstenaars Francesco Vassalli en de gebroeders Artari, alsook de marmeren open haarden in de stijl van Robert Adam, werden gedeeltelijk naar Amerika verscheept, alwaar onder andere mediamagnaat William Randolph Hearst een kamer kocht. De filmstudio Pall Mall maakte van het interieur gebruik voor verschillende films in de jaren 50.

## Hedendaagse toestand

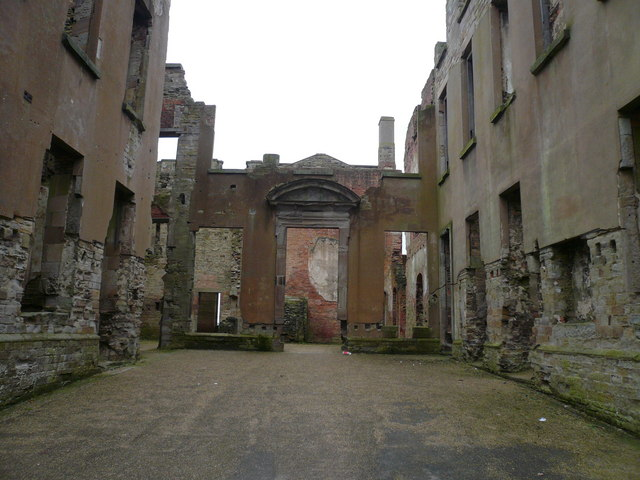
Inkomhal anno 2007

Sutton Scarsdale Hall is in wezen louter nog een omhulsel. De grote hal waarin zich vroeger een mahoniehouten trap bevond en alle belendende vertrekken, zoals de keuken, eetzaal, rookkamer en kleedkamer die zich alle gelijkvloers bevonden, zijn het hele jaar door kosteloos toegankelijk voor het publiek. Eén kamer waarin nog enkele schaarse restanten van stucwerk overblijven, is met hekwerk afgesloten. Aangezien alle bovenverdiepingen verdwenen zijn, heeft men overal een rechtstreeks uitzicht op de openlucht en ook geen beschutting voor regen of sneeuw. De vroegere kelder is eveneens om veiligheidsredenen afgesloten. Naast de hal bevindt zich een plaatselijk kerkje, de Saint Mary’s Church, dat nog steeds in gebruik is. Men betreedt de hal heden ten dage van de achterkant; de vroegere voorkant van het gebouw bezit nog steeds vier monumentale zuilen en kijkt uit over een heuvelflank naar waar zich tot in de 20ste eeuw het dorpje Arkwright bevond, dat later verplaatst werd. Binnen in en om Sutton Scarsdale Hall heen staat een aantal informatiepanelen van English Heritage opgesteld. De toegangsweg naar de hal, die in een kleine residentiële straat ligt, wordt dagelijks om 19.00 uur afgesloten.